# Lichnoptera marmorifera
Lichnoptera marmorifera är en fjärilsart som beskrevs av Walker 1865. Lichnoptera marmorifera ingår i släktet Lichnoptera och familjen Pantheidae. Inga underarter finns listade i Catalogue of Life.